# Giuseppe Antonino Biondo
Giuseppe Antonino Biondo, citato talvolta come Antonio Giuseppe Biondo, Giuseppe Antonio Biondo o semplicemente Giuseppe Biondo (Santa Ninfa, 25 giugno 1899 – 1988), è stato un ingegnere italiano naturalizzato statunitense. Cofondatore della RCA Italiana, filiale della statunitense Radio Corporation of America, è considerato il principale artefice dell'evoluzione del sonoro cinematografico italiano.

## Biografia

### Le origini
Giuseppe Antonio Biondo nacque a Santa Ninfa di Trapani nel 1899. Nel 1923 si laureò in Ingegneria industriale all'Università degli Studi di Palermo dopodiché nel 1924 emigrò negli Stati Uniti d'America. Grazie all'allora Ambasciatore italiano a Washington, il principe Gelasio Caetani, Biondo partecipò a un corso di specializzazione in ingegneria elettrica promosso dalla Westinghouse Electric, società costruttrice di apparecchiature elettriche.
Ciò gli permise di entrare in pianta stabile alla Westinghouse e, successivamente, nel 1927, alla Radio Corporation of America (RCA), dove iniziò a lavorare alla RCA Radio Central, una stazione radiofonica per comunicazioni transoceaniche ubicata a Rocky Point, sull'isola di Long Island, vicino a New York. Nel 1929, dopo avere ottenuto la cittadinanza statunitense ed avere sposato Marjorie Jeannette Caddell, iniziò a lavorare ad alcuni progetti riguardanti l'esportazione di prodotti RCA in Europa. 
Nel 1934 passò temporaneamente alla RKO Pictures, casa cinematografica fondata dal boss della RCA David Sarnoff e da Joseph P. Kennedy, padre del futuro presidente degli Stati Uniti John Fitzgerald. Qui si occupò della vendita e della distribuzione di pellicole cinematografiche in numerosi paesi europei. Nel 1936, dopo essere rientrato alla RCA, venne inviato a Parigi, quartier generale della Radio Corporation of America nel Vecchio Continente.

### L'arrivo in Europa
In questo periodo Biondo intensificò i rapporti con l'inventore russo naturalizzato statunitense Vladimir Zworykin, suo collega alla Westinghouse e alla RCA, uno dei pioneri della tecnologia televisiva. Negli anni '30 Zworykin e Biondo si recarono insieme a Berlino. Nello stesso periodo l'italo-statunitense entrò in contatto anche con alcuni operatori cinematografici italiani e, allo scoppio della seconda guerra mondiale, trovò rifugio a Roma con la famiglia, prima di raggiungere il Portogallo e fare ritorno negli States.
Nel 1947 viene nominato presidente della casa di distribuzione italiana della RCA, la Telonda International Corporation; pochi mesi dopo divenne proprietario di un'altra società della RCA, la Cineonda, attraverso cui il colosso statunitense iniziò a commerciare con l'Italia. Poco prima, nel 1946, sempre per conto della RCA aveva partecipato ad alcune dimostrazioni di innovativi impianti radiofonici e di ripresa televisiva che si erano tenute tra Milano e Roma e a cui parteciparono anche Alcide de Gasperi e Papa Pio XII.
In breve tempo Telonda e Cineonda diventarono fornitori della Rai, degli Studi di Cinecittà, di Radio Vaticana, nonché del Ministero della difesa della Repubblica Italiana. Nel 1951 le due società si fusero nella RTI, Radio e Televisione Italiana, che in seguito, nel 1954, diventò RCA Italiana. Ma nel 1957 Giuseppe Antonino Biondo allentò i propri impegni con la RCA e diede vita ad uno studio di registrazione dedicato prevalentemente alla incisione di musica per il cinema: l'International Recording. 

### La nascita dell'International Recording
Fondato da Biondo insieme alla moglie Marjorie Jeannette Caddell, lo studio International Recording venne ubicato sin da subito in un edificio posto a Roma nella centralissima via Urbana. Edificio dove rimase fino alla sua chiusura, avvenuta nel 2013 per volontà della Technicolor, che lo aveva acquistato nel 2004. Per molti anni l'International Recording fu un punto di riferimento assoluto a livello internazionale per l'incisione di colonne sonore dei più famosi compositori di musica cinematografica.